# Wappen Kroatiens
Das Wappen der Republik Kroatien (kroatisch Grb Republike Hrvatske) ist der historische kroatische Wappenschild, in fünf Reihen von Rot und Silber je fünffach geschacht. Aufgrund des Schachbrettmusters wird es umgangssprachlich als šahovnica (Schachbrett) bezeichnet. Auf dem Wappenschild liegt als Oberwappen eine stilisierte fünfzackige Wappenkrone. Das aus Wappenschild und -krone bestehende Vollwappen ist Bestandteil der Flagge Kroatiens.

## Geschichte

### Wappenlegende
Nach einer Legende soll der kroatische König Stjepan Držislav († 997) in die Gefangenschaft der Republik Venedig geraten sein. Im Schachspiel soll er sich durch dreimaligen Sieg gegen den venezianischen Dogen Pietro II. Orseolo die Freiheit erspielt und damit ein Blutvergießen verhindert haben. Fortan sollte das Schachbrettmuster in der Farbe des Blutes das Wappen der Kroaten sein.

### Habsburgerreich
Tatsächlich entstand der geschachte Wappenschild Kroatiens jedoch erst rund 500 Jahre später. Der Wappenschild geht offenbar erst auf die Initiative von Maximilian I. zurück, der nach dem Frieden von Pressburg 1491 neben dem regierenden König Vladislav II. der Titularkönig des Königreichs Ungarn und seiner Nebenländer wurde. Schon sehr bald nach 1491 dürfte Maximilian I. ein Wappen für das Königreich Kroatien in Auftrag gegeben haben. Dabei entstand ein typisches redendes Wappen mit Quadraten, in Anspielung auf den ähnlichen Klang des Wortes „Quadrat“ für „Kroat“. Nach volkstümlichen Deutung sollen die geschachten Plätze in Rot und Silber die historischen Provinzen (banovine, deutsch: Banschaften, d. h. Gebiete eines Bans) von Rotkroatien und Weißkroatien darstellen. Bis zur Vereinigung zu einem mittelalterlichen kroatischen Königreichs unter Tomislav um das Jahr 925 teilte sich das Land in die kontinentalen Binnengebiete Pannonisch-Kroatiens (Weiß) und die maritimen Küstengebiete Dalmatinisch-Kroatiens (Rot).
Die älteste erhaltene Darstellung des kroatischen Wappenschildes aus dem Jahr 1495 findet sich offen zugänglich im Laubengewölbe des Stadtrichter-Zeller-Hauses in der Altstadt von Innsbruck. Das Deckenfresko zeigt das Wappen des Königreichs Kroatien, sechzehnmal geschacht in Silber und Rot.

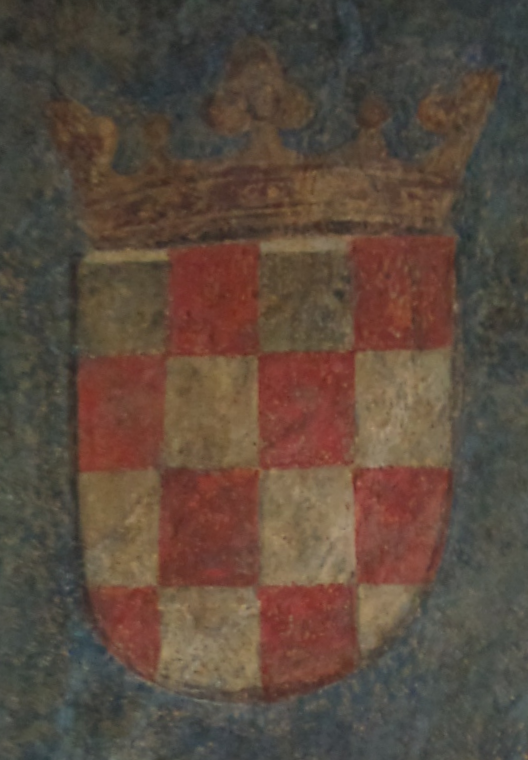
Älteste bekannte Darstellung aus dem Jahr 1495 (Deckenfresko, Innsbruck)

Eine weitere Darstellung des gekrönten Wappenschilds findet sich in der Ehrenpforte Maximilians I., ein monumentales Holzschnittwerk, das Kaiser Maximilian zur Inszenierung seiner Kaiser- und Reichsidee um 1512 bei Albrecht Dürer in Auftrag gab.
Kroatien war ein Land der Ungarischen Krone und dadurch auch Teil Österreich-Ungarns. Der kroatische Wappenschild wurde in dieser Zeit zusammen mit den Wappen Dalmatiens und Slawoniens im Wappen des Dreieinigen Königreichs Kroatien, Slawonien und Dalmatien verwendet. Im Ungarisch-Kroatischen Ausgleich von 1868 wurde Kroatien die offizielle Verwendung einer eigenen Flagge und eines eigenen Wappens zugestanden. Am 11. Oktober 1915 genehmigte Kaiser Franz Joseph I. nach fast fünfzig Jahren Diskussion die gemeinsamen Wappen Österreich-Ungarns, in jeweils einer mittleren und kleinen Kategorie. Noch vor der Drucklegung gab es von Seiten Kroatiens heftige Proteste gegen das kleine ungarische Wappen. Der kroatische Sabor in Zagreb richtete eine Petition an den Kaiser und bat um die Revidierung des Wappens. Auf kroatischen Vorschlag regte der k.u.k. Außenminister Graf Tisza die Änderung des Wappens an. So genehmigte der Kaiser am 5. März 1916 das abgeänderte ungarische Wappen im kleinen gemeinsamen Wappen Österreich-Ungarns, bei dem nun das silber-rote Wappen Kroatiens in den Schildfuß eingepfropft war. Bei der amtlichen Publikation dieses Wappens im Budapesti Közlöny (Nr. 60 vom 14. März 1916) wurde der Abbildung einschränkend hinzugefügt, dass das kroatische Wappen für sich allein keine Verwendung findet.

Älteste bekannte Darstellung des Wappens des Königreichs Kroatien (Innsbruck, 1495)
Wappen des Königreichs Kroatien (Wappenbuch von Fojnica, 17. Jhd.)
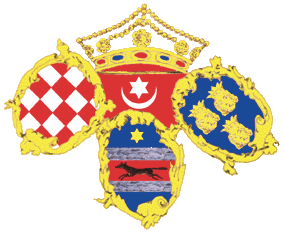
Wappen von der Standarte des Joseph Jelačić von Bužim als Ban von Kroatien  (um 1848)
Wappen des Königreichs Kroatien aus der Österreichisch-Ungarischen Wappenrolle (1900)
Gemeinsames Wappen des  „Dreieinigen Königreichs Dalmatien, Kroatien und Slawonien“ (1868–1918)
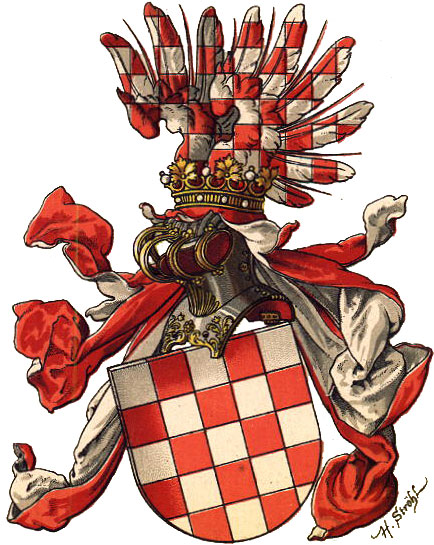
Vollwappen des Königreichs Kroatien (1890)
Mittleres Wappen der Länder der ungarischen Krone, mit dem Wappen Kroatiens (1915)
Kleines gemeinsames Wappen Österreich-Ungarns, mit dem eingepfropften Wappen Kroatiens im Wappen der ungarischen Länder (1916)

### Königreich Jugoslawien (1918–1941)
Mit der Zugehörigkeit Kroatiens zum Königreich Jugoslawien wurde der erste Platz in Rot festgelegt, so im Wappen des Königreichs Jugoslawien (1918), dem Wappen der Banschaft Kroatien (1939) und dem Wappen der Sozialistischen Republik Kroatien (1947). 
Im Jahr 1940 wurde das Schachbrett-Wappen offiziell zum Wappen der 1939 gegründeten autonomen Banschaft Kroatien, innerhalb des Königreichs Jugoslawien. Das kleine Wappen der Banschaft zeigte den golden umrandeten, geschachten kroatischen Wappenschild, gekrönt mit der serbischen bzw. jugoslawischen Königskrone. Verwendung fand es z. B. für offizielle Siegel, Stempel und Briefmarken. Das große Wappen der Banschaft zeigte den serbischen bzw. königlich-jugoslawischen Doppeladler mit seinen roten Schnäbeln, Zungen und Fängen, gekrönt mit der jugoslawischen Königskrone und belegt mit dem historischen kroatischen Wappenschild des Kleinen Wappens. Verwendung fand es auf den ovalen weißen Bezeichnungsschildern an Eingängen von Gebäuden mit öffentlichen Stellen (z. B. Ministerien, Notare).

Kleines Wappen des Königreichs Jugoslawien (2. Variante, de facto bis 1941)
Kleines Wappen der Banschaft Kroatien (1940–1941)
Großes Wappen der Banschaft Kroatien (1940–1941)

### Vasallenstaat im Zweiten Weltkrieg (1941–1945)
Mit der Gründung des Unabhängigen Staates Kroatien (dem faschistischen Ustascha-Staat) im Jahr 1941 wurde ein neues Staatswappen eingeführt.
Dieses bestand aus dem geschachten Wappenschild mit einem darüber schwebenden, sternenförmigen Ornament von drei parallel im Bogen verlaufenden roten Bändern (Kroatisches Dreiband), welche an den diagonalen Enden des dadurch entstandenen Achtecks kleine Schleifen bilden. Von diesem Ornament umschlossen war der Großbuchstabe U (für Ustascha). Erstmals erschien dieses Wappen in den Jahren 1935 und 1936 während einer Tagung der Hrvatski Domobran (Verteidiger Kroatiens) in den Vereinigten Staaten.
Der Unabhängige Staat Kroatien gestaltete sein Wappen beginnend mit einem ersten silbernen Platz. Diese Rückbesinnung auf die historische Farbgebung wurde vom Ustascha-Staat wahrscheinlich gewählt, um sich vom Wappen des Königreichs Jugoslawien abzugrenzen, das ein kroatisches Wappen mit einem ersten roten Platz zeigte.

Wappen des Unabhängigen Staates Kroatien (1941–1945)
Detail
Emblem der Ustascha

### Sozialistisches Jugoslawien (1945–1990)
Nach dem Zweiten Weltkrieg verwendete die Volksrepublik Kroatien, als Vorläuferin der Sozialistischen Republik Kroatien, den historischen Wappenschild nicht mehr. Stattdessen war das Staatssymbol von 1945 bis 1947 der Rote Stern, eingefasst von einer Getreidegarbe und einem Lorbeerzweig.
Das Wappen der Sozialistischen Republik Kroatien war von 1947 bis 1990 der Wappenschild, abgebildet über dem Meer mit der aufgehenden Sonne im Hintergrund, deren Strahlen in die Himmelsrichtungen von West über Nord nach Ost verlaufen. Dies umrahmt von Getreidegarben und darüber der Rote Stern als Symbol für den Sozialismus.

Emblem von 1943 bis 1947
Wappen von 1947 bis 1990

### Freien Wahlen und Unabhängigkeit (seit 1990)

#### Übergangslösung
Nach den freien Parlamentswahlen im Jahr 1990 verwendeten staatliche Stellen de facto vom 26. Juni bis 21. Dezember 1990, den zuvor auch von Auslandskroaten und privater Seite genutzten Wappenschild beginnend mit einem ersten silbernen Platz (z. B. bei gehissten Flaggen am Parlament oder der Präsidentenschärpe). Das Wappen wurde mangels rechtlicher Festlegung in verschiedenen Ausführungen verwendet, so wurden unterschiedliche Schildformen verwendet und auch ein Wappenschild mit einem ersten roten Platz.

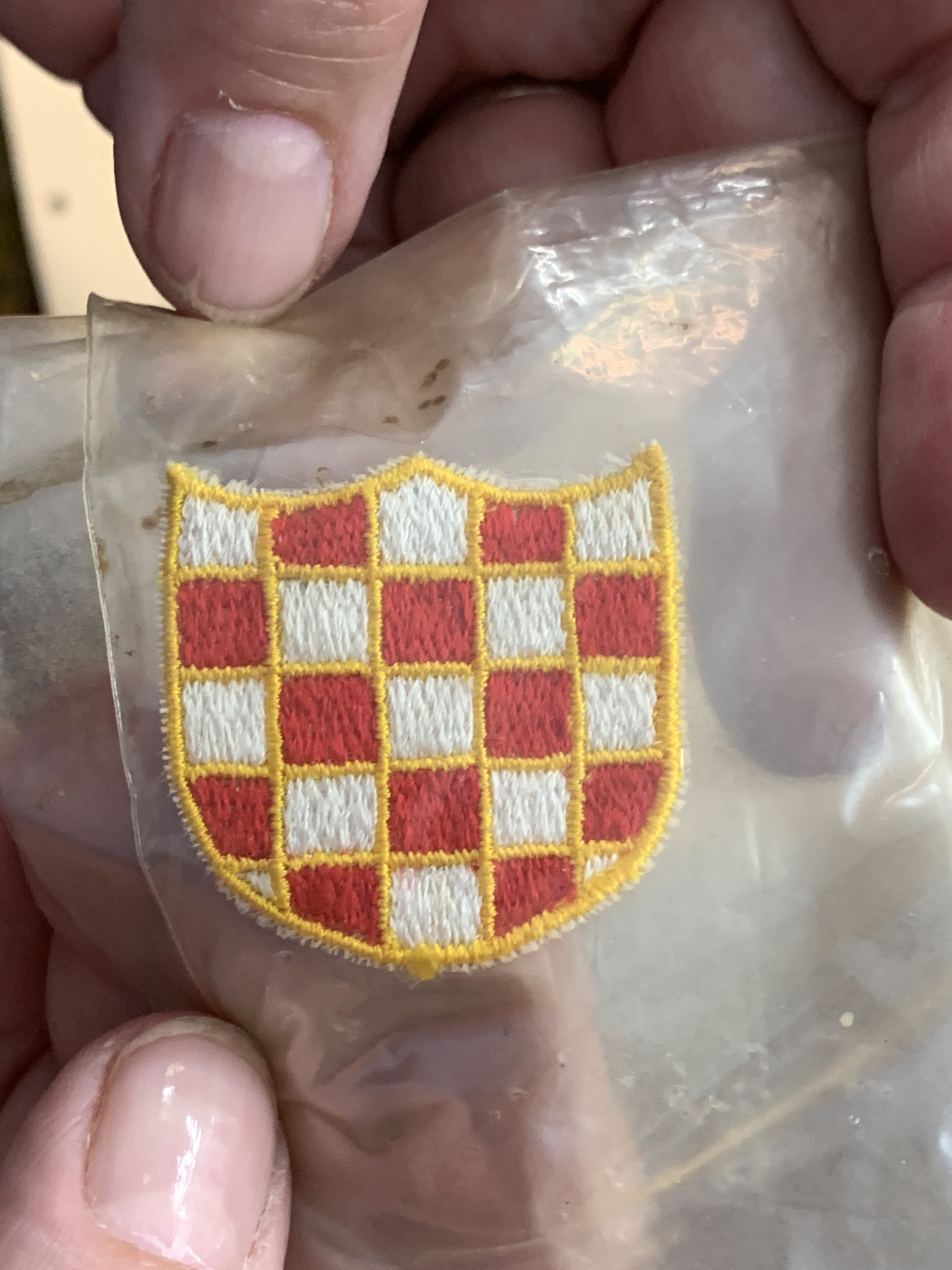
Stoffabzeichen von der Schärpe des Präsidenten Franjo Tuđman, verwendet bei dessen Ernennung im Jahr 1990.

Die Verwendung des historischen Wappenschilds mit einem ersten silbernen Platz galt bei einigen als „Ustascha-Wappen“ und noch heute bei vielen als Zeichen einer rechten Gesinnung, obwohl kroatische Institutionen im Laufe der Geschichte beide Formen ohne ideologische Konnotationen verwendet haben. So ist bereits in der ältesten bekannten Darstellung des Wappenschildes aus dem Jahr 1495 der erste Platz in Silber gehalten. Auch bei folgenden Darstellungen des Wappenschildes ist der erste Platz in Silber gehalten, beispielsweise bei der Darstellung im Wappenbuch von Fojnica aus dem 17. Jahrhundert und im Kolorierten Wappenbuch der Bibliotheca Windhagiana (um 1650). Selbst zu Zeiten des sozialistischen Jugoslawien wurde das Staatswappen der Sozialistischen Republik Kroatien in Druckwerken und Abzeichen selten auch mit einem ersten silbernen Platz im Wappenschild dargestellt.

Wappen Juni – Dezember 1990
Flagge Juni – Dezember 1990

#### Rechtliche Festlegung
Mit der sogenannten Weihnachtsverfassung vom 22. Dezember 1990 legte die Republik Kroatien die zuvor genutzte Bezeichnung „Sozialistisch“ ab und der Wappenschild in der heutigen Form wurde als Staatswappen angenommen (Artikel 11 Satz 1 der Verfassung). Die Gründe für die Festlegung des Wappenschilds mit einem ersten roten Platz liegt vermutlich auch darin, eine Parallele zum Wappen des Unabhängigen Staates Kroatien zu vermeiden.

Wappenschild

Mit dem „Gesetz über das Wappen, die Flagge und Hymne der Republik Kroatien, sowie Fahne und Schärpe des Präsidenten der Republik Kroatien“ vom selben Tag, wurde diesem Wappenschild als Oberwappen eine stilisierte fünfzackige Wappenkrone beigegeben. Diese zeigt in je einem der fünf Plätze ein Wappenbild einer bedeutenden historischen Landschaft auf dem Staatsgebiet der Republik Kroatien. Die Wappenkrone fügte man vermutlich dem Wappenschild hinzu, um klarzustellen, dass die Republik Kroatien nur die Regionen umfassen soll, die durch die darin abgebildeten Wappenbilder symbolisiert werden.

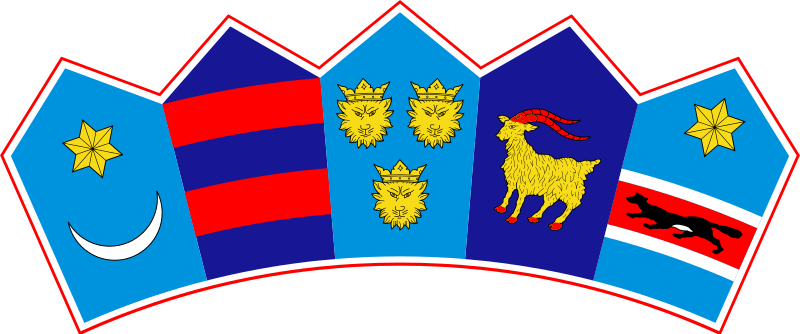
Wappenkrone

Diese in § 7 des Gesetzes genannten Wappenbilder der Wappenkrone sind heraldisch von rechts nach links:
- In Hellblau ein sechsstrahliger goldener Stern über einer liegenden silbernen Mondsichel. Aus dem sogenannten „Illyrischen Wappen“, das für Alt-Kroatien steht.
- In Dunkelblau zwei waagerechte rote Balken. Aus dem Wappen Dubrovniks.
- In Hellblau drei gekrönte, goldene Leopardenköpfe (zwei über einem). Aus dem Wappen Dalmatiens.
- In Dunkelblau ein rechtssehender, rotgehörnter und -behufter goldener Ziegenbock. Aus dem Wappen Istriens.
- In Hellblau ein Balken (Ritterstraße) in Rot, bordiert in Silber. Darin ein rechtssehender schwarzer, weißbauchiger Marder. Darüber ein sechsstrahliger Stern in Gold. Aus dem Wappen Slawoniens.

Die grafische Festlegung dieses aus Wappenschild und Wappenkrone bestehenden Vollwappens, erfolgte durch Musterzeichnung des Grafikers Miroslav Šutej (1936–2005), die Bestandteil des Gesetzes über das Staatswappen von 1990 ist und zuvor von einer staatlichen Kommission bestätigt wurde. Im September 2011 wurden vom kroatischen Parlament durch Musterzeichnungen neue grafische Standards für die Ausführung der Wappen der Republik und des Präsidenten festgelegt.

## Adaptionen

### Staatspräsident
Das Emblem des Präsidenten der Republik Kroatien ist eine Abwandlung des Staatswappens bei dem die Wappenkrone aufgelöst ist und ihre fünf Wappenbilder in Kantenwürfel um den Wappenschild angeordnet sind. Darüber liegt ein Spruchband in den kroatischen Nationalfarben mit den Initialen RH für den Staatsnamen Republika Hrvatska.
Es wurde mit dem Gesetz über das Wappen, die Flagge und Hymne der Republik Kroatien, sowie Fahne und Schärpe des Präsidenten der Republik Kroatien vom 21. Dezember 1990 eingeführt. Verwendet wird es unter anderem auf der Präsidentenstandarte und auf Stoff- und Metallabzeichen (z. B. der Präsidentengarde).

Emblem
Standarte
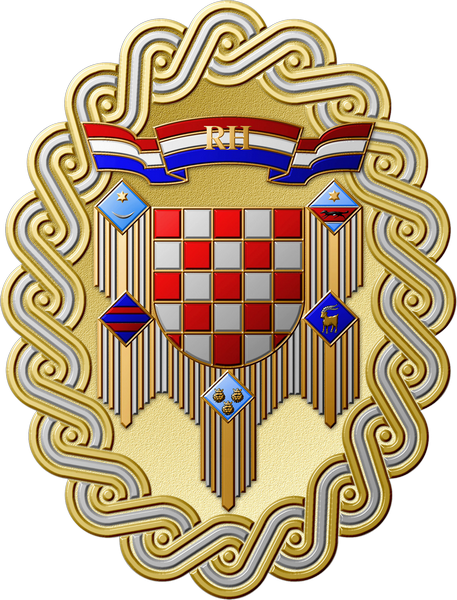
Emblem als Oberbefehlshaber der Streitkräfte

### Kroaten in Bosnien-Herzegowina
Der Wappenschild ist eine Abwandlung des kroatischen Wappenschilds in der Form eines deutschen Renaissance-Rundschilds. Der Schildrand ist in Gold ausgeführt mit dem sogenannten Kroatischen Flechtwerk im oberen Teil. Es wird in einer rot-weiß-blauen Flagge verwendet.
Es findet sich in dieser Variante erstmals bei den ersten Polizeieinheiten der Republik Kroatien (Prvi hrvatski redarstvenik), die in Kroatien und den kroatischen Gebieten Bosnien-Herzegowinas gebildet wurden und dieses von Herbst 1990 bis Anfang 1991 (noch von einem Strahlenkranz umgeben) als Mützen- und Stoffabzeichen trugen. Vermutlich wurde es von kroatischen Freiwilligen aus Bosnien und Herzegowina etabliert, die nach Beginn des Bosnienkrieges 1992 aus dem Kroatienkrieg in ihre Heimat zurückkehrten. Auch in anderen Flaggen Bosnien-Herzegowinas findet man das kroatische Wappen. Seit dem Bosnienkrieg (1992–1995) wird von den Kroaten in Bosnien und Herzegowina allgemein das Wappen der Kroatischen Republik Herceg-Bosna verwendet. Die Kantone Westherzegowina und Westbosnien verwenden das Wappen offiziell.

Wappen der Kroaten in Bosnien-Herzegowina
Flagge der Kroaten in Bosnien-Herzegowina

### Kroaten in Serbien
Das Wappen der Kroaten in Serbien ist auf den Wappenschild beschränkt. Auf die Wappenkrone mit den Wappenbildern der Regionen der Republik Kroatien wird verzichtet. Es wird in einer rot-weiß-blauen Flagge verwendet.
Das Wappen wurde am 11. Juni 2005 durch Beschluss des Kroatischen Nationalrates in der Republik Serbien (Hrvatsko nacionalno vijeće u Republici Srbiji, HNV) offiziell angenommen.

Wappen der Kroaten in Serbien
Flagge der Kroaten in Serbien

## Darstellungen

### Gebäude

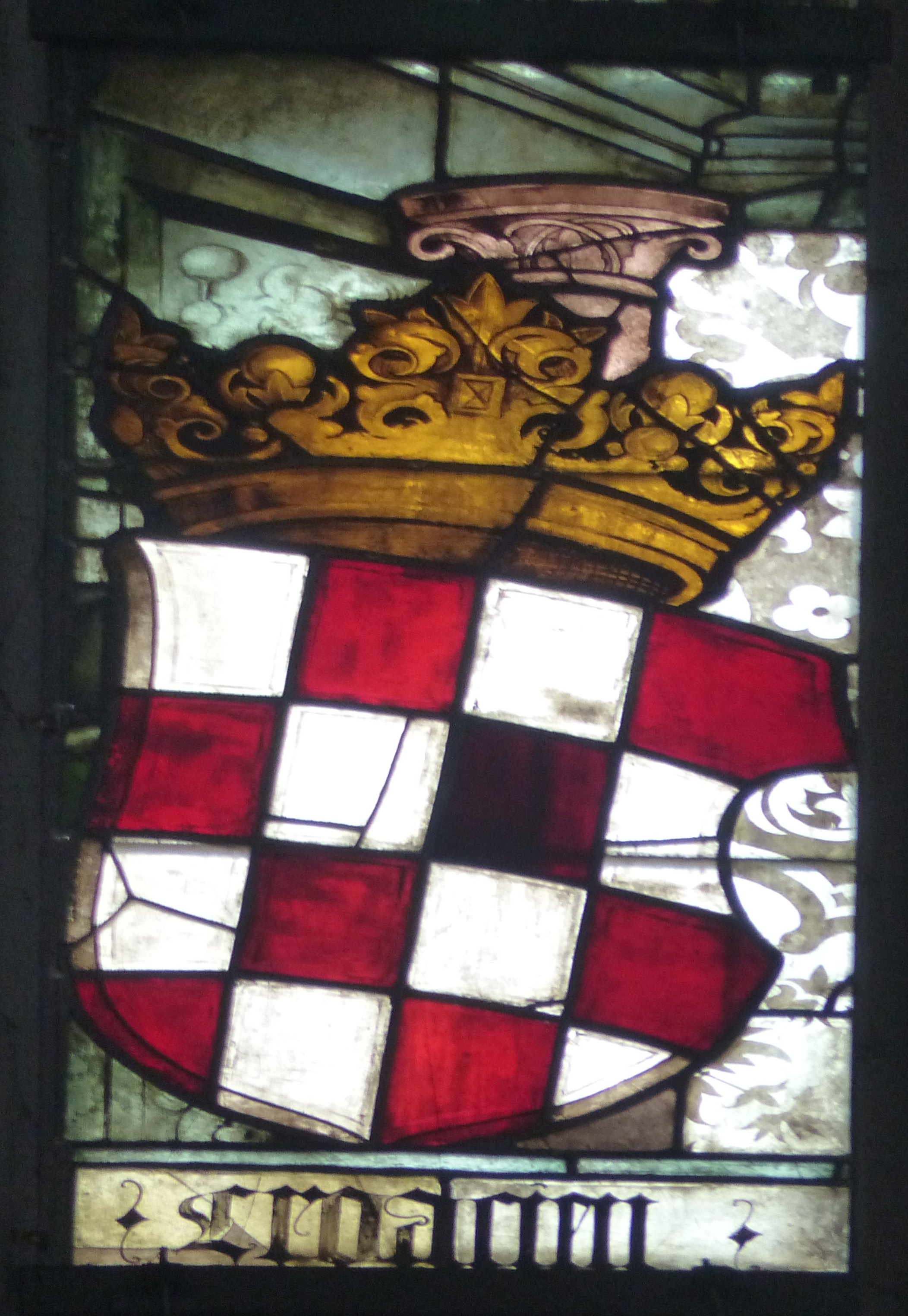
Kaiserfenster von St. Sebald in Nürnberg
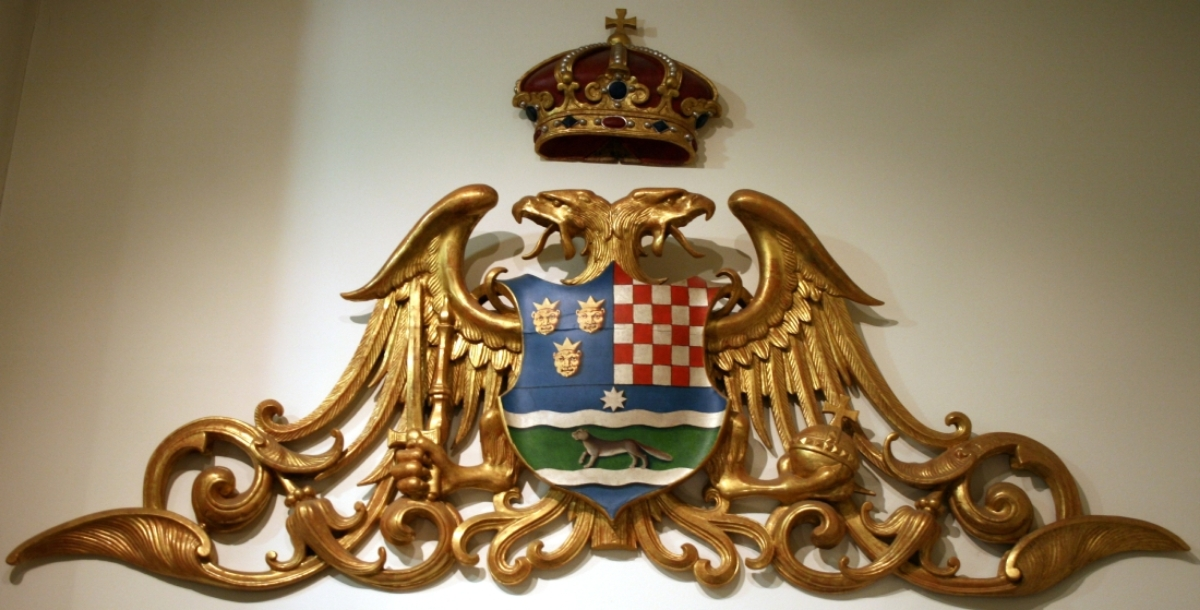
Wappen des Dreieinigen Königreichs im Stadtmuseum von Zagreb
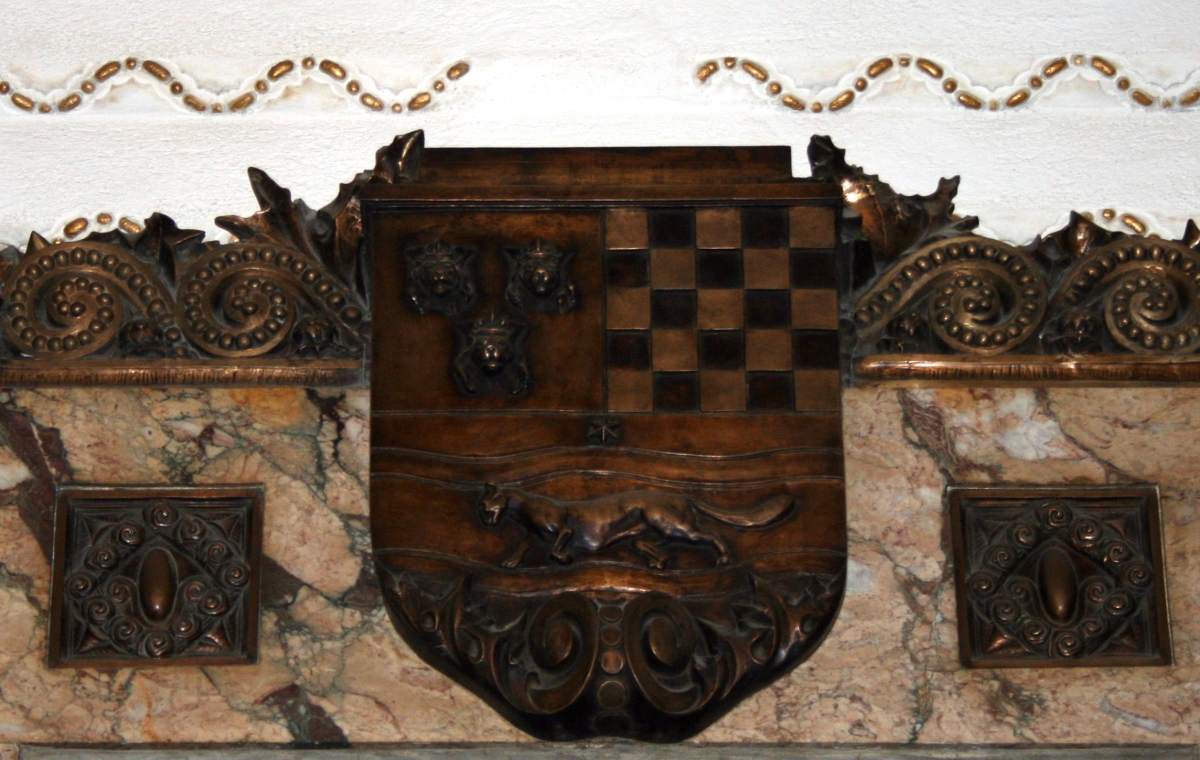
Wappen des Dreieinigen Königreichs im Kroatischen Staatsarchiv in Zagreb
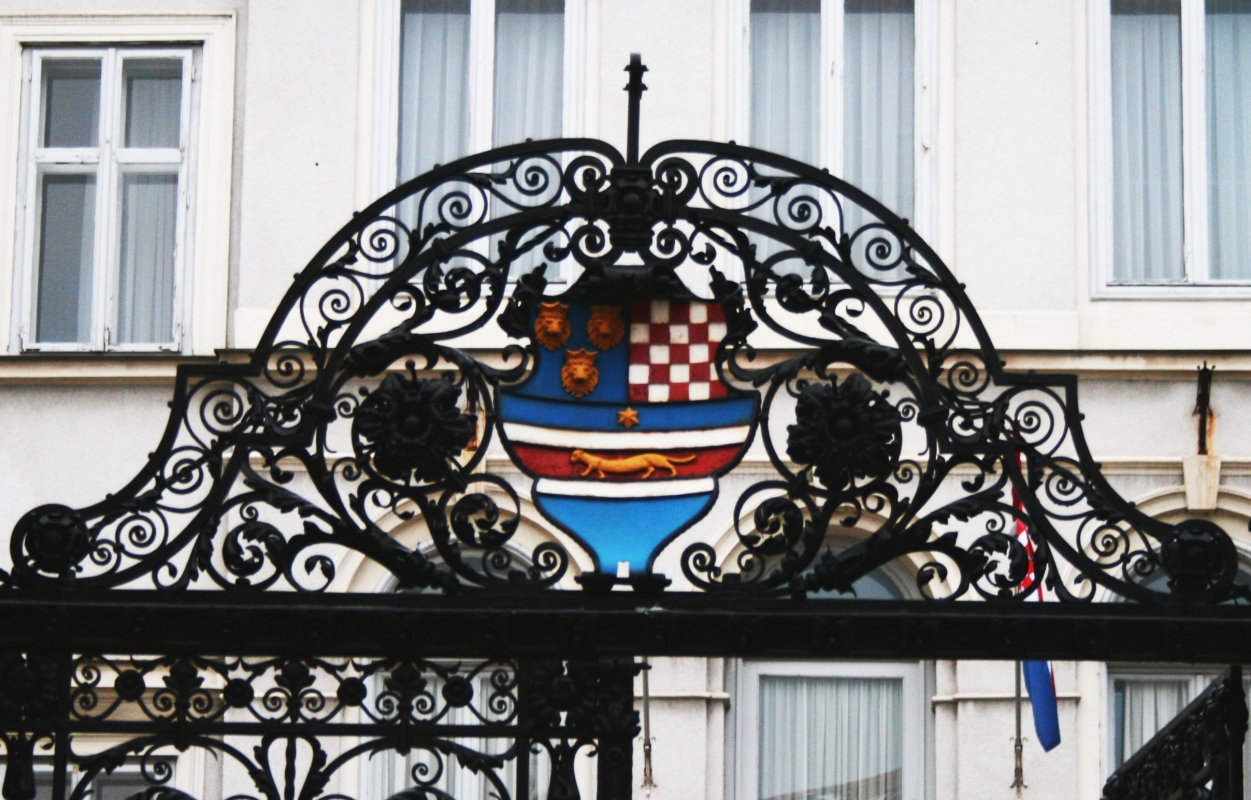
Wappen des Dreieinigen Königreichs am Eingang des Kroatischen Instituts für Geschichte in Zagreb
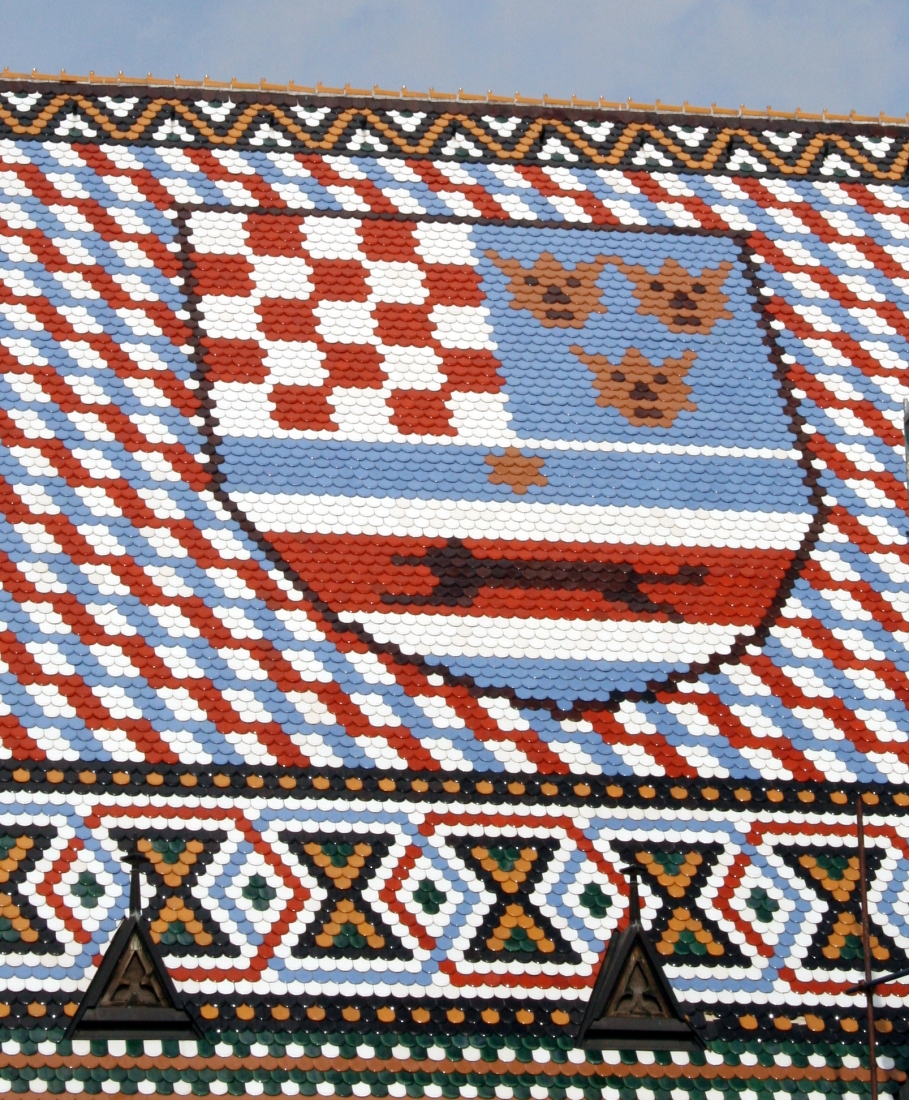
Dach der St.-Markus-Kirche (Zagreb)
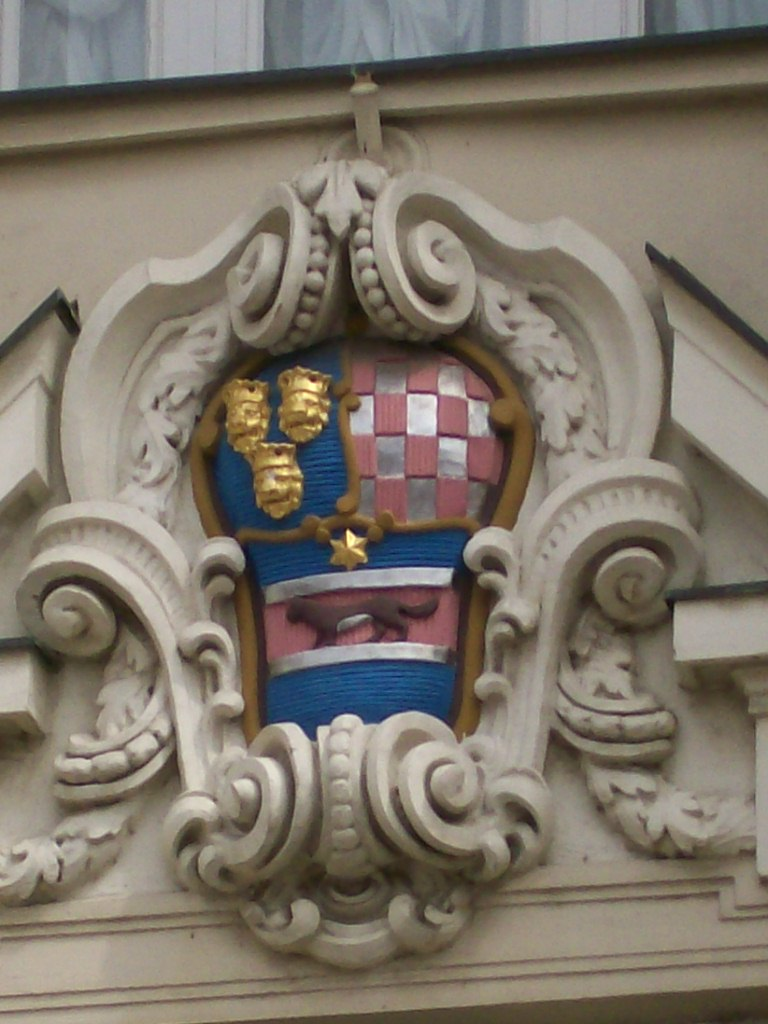
Außenfassade des kroatischen Parlaments
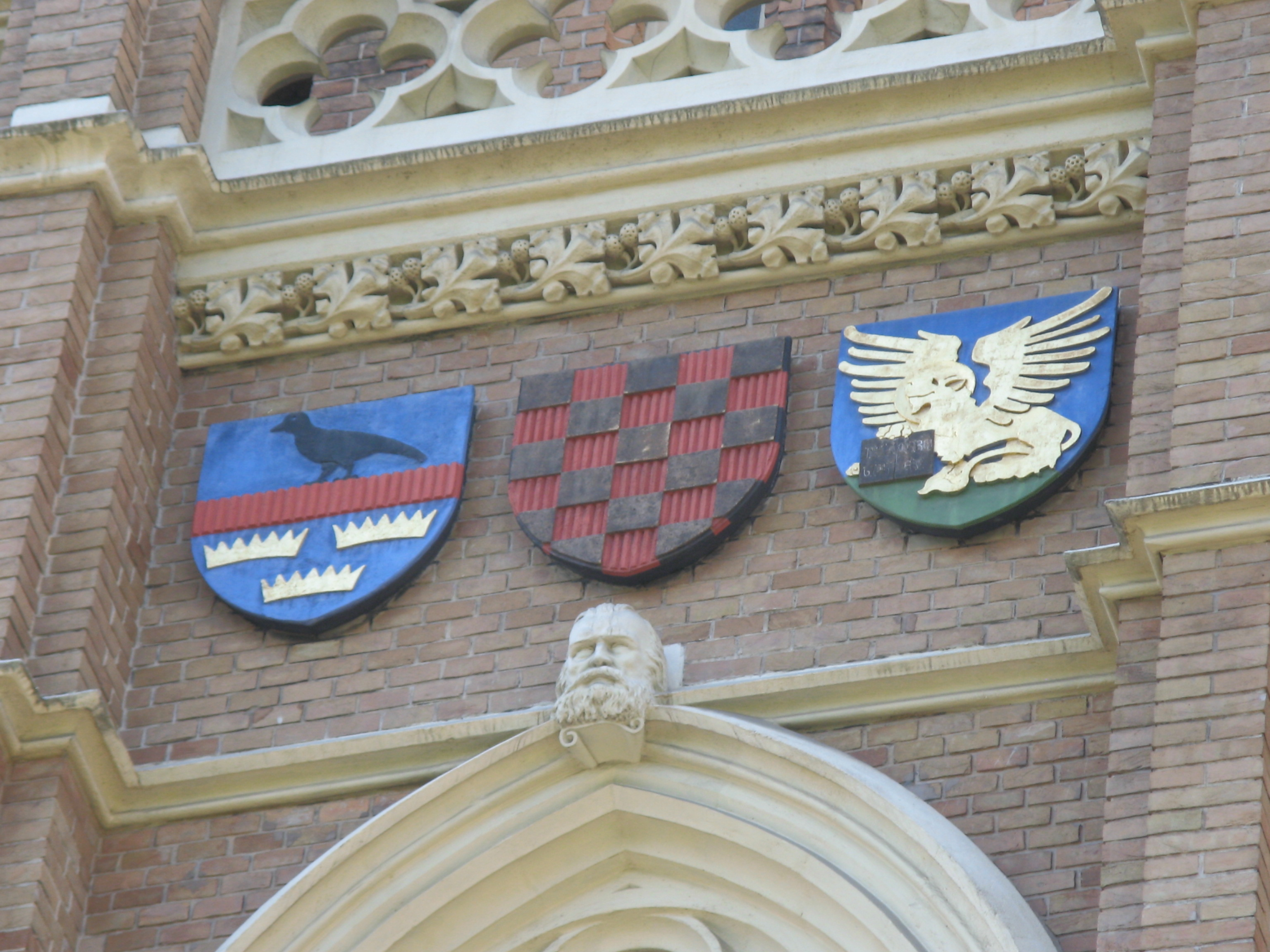
Akademisches Gymnasiums am Beethovenplatz in Wien (19. Jhd.)

### Zeichnungen, Drucke

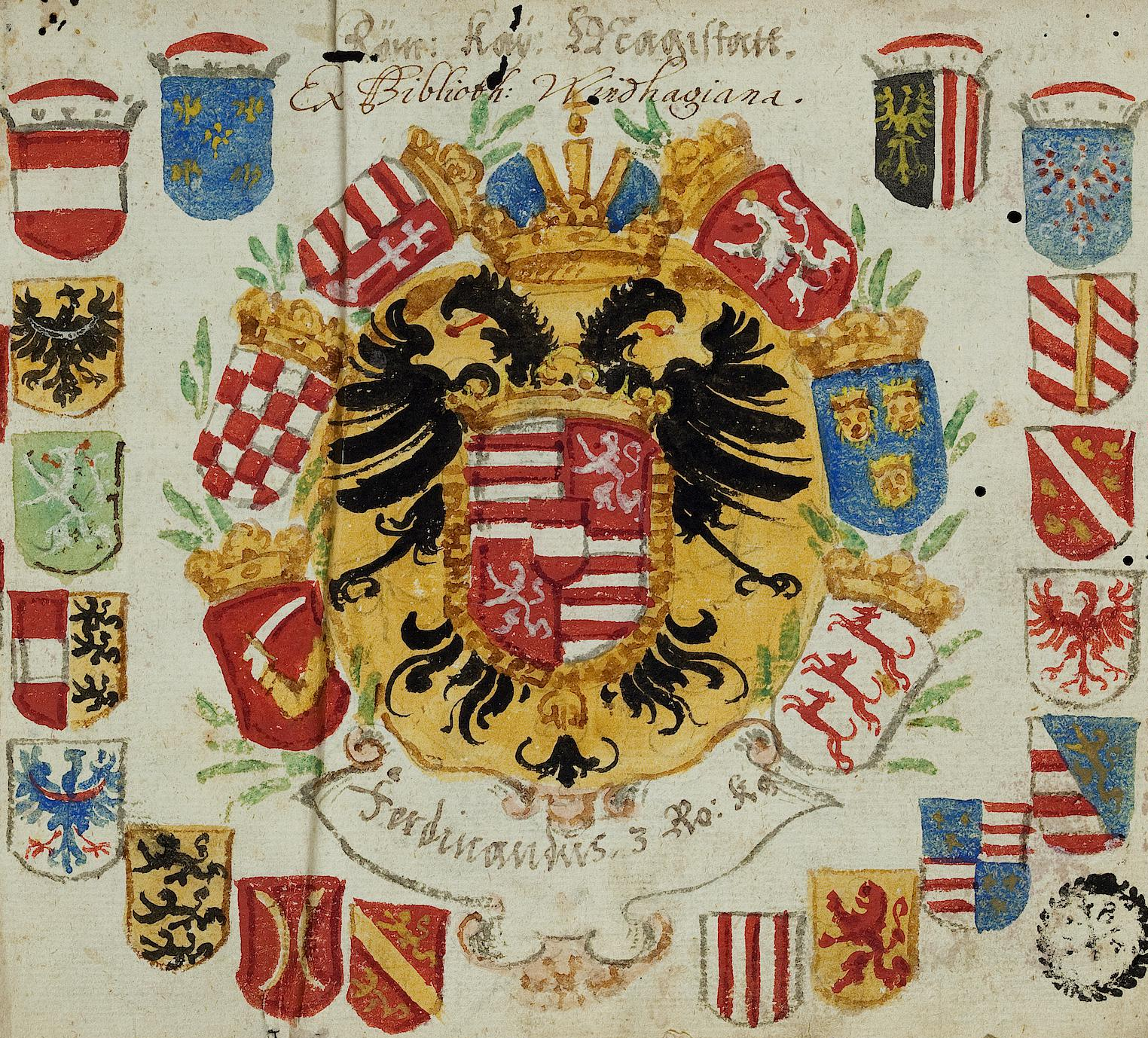
Wappen des Kaisers Ferdinand III. im Kolorierten Wappenbuch der Bibliotheca Windhagiana (um 1650)
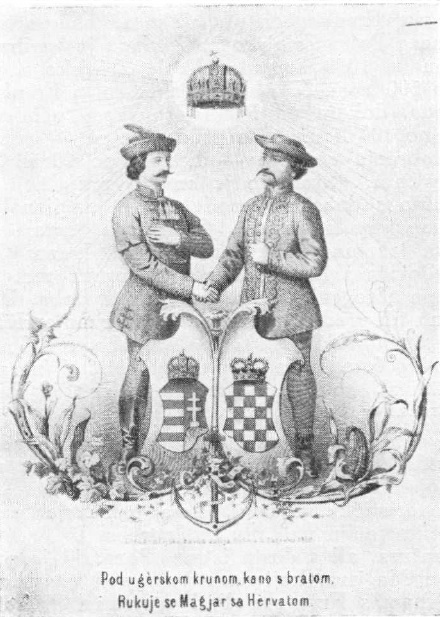
Darstellung der Vereinigung der Königreiche Ungarn und Kroatien unter der Stephanskrone (1860)
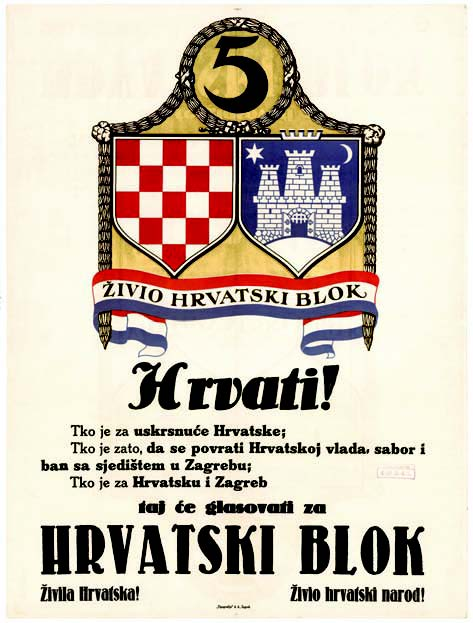
Plakat der Kroatischen Bauernpartei mit dem kroatischen Wappenschild neben dem Wappen Zagrebs (1927)
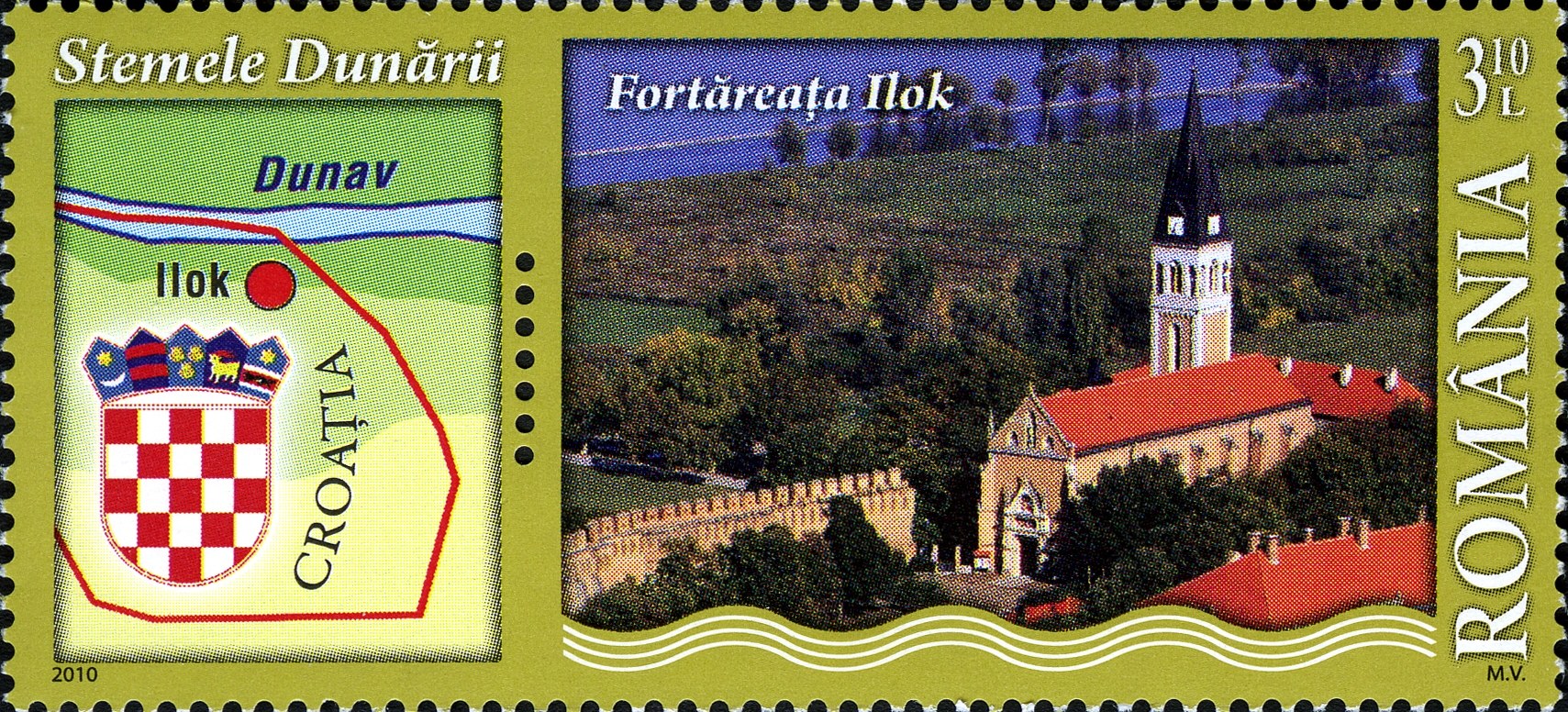
Rumänische Briefmarke (2010)

### Abzeichen

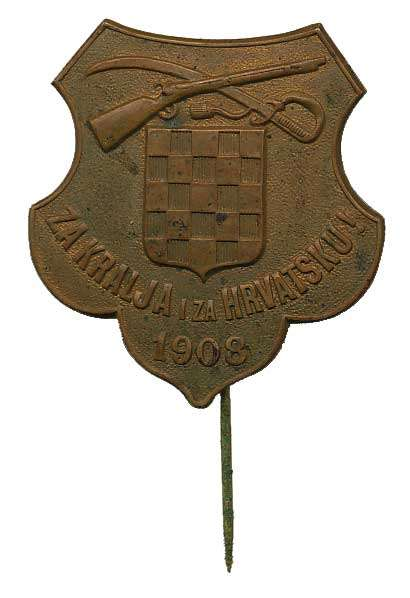
Abzeichen der Kroatischen Volkslegion, gebildet aus Anlass der Bosnischen Annexionskrise  (1908)
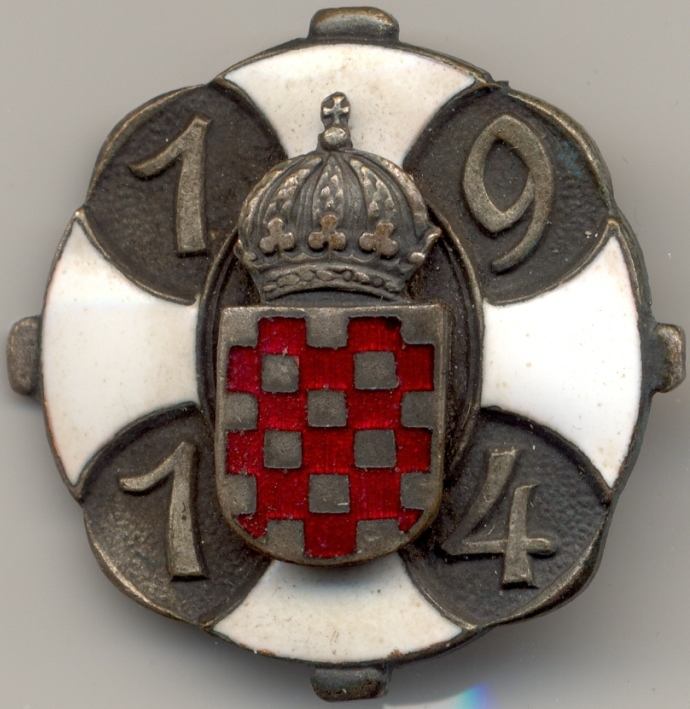
Patriotisches Abzeichen aus Anlass des Ersten Weltkriegs (1914)
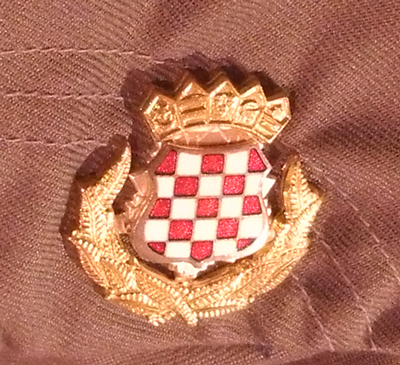
Mützenabzeichen der kroatischen Nationalgarde während des Kroatienkriegs (1991)